# Mahn- und Gedenkstätte Düsseldorf

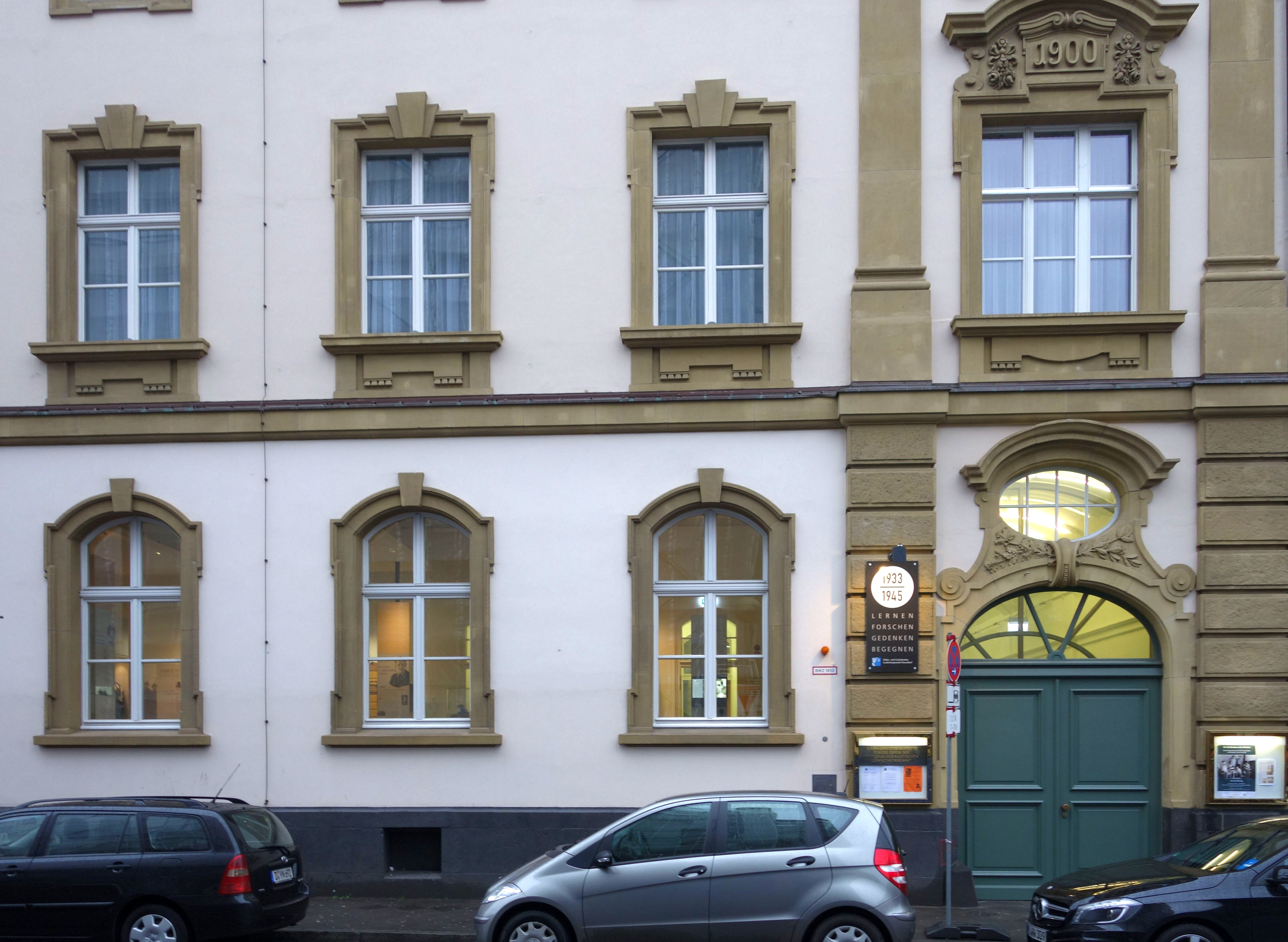
Mahn- und Gedenkstätte Landeshauptstadt Düsseldorf, Mühlenstraße 29, Düsseldorf-Altstadt, im März 2016

Die Mahn- und Gedenkstätte Düsseldorf für die Opfer nationalsozialistischer Gewaltherrschaft ist ein Kulturinstitut der Landeshauptstadt Düsseldorf. Sie ist Museum, Forschungsstätte und Archiv. Das Haus wurde 1987 eröffnet und ist seither der Erinnerung an die Düsseldorfer Opfer und Verfolgten des NS-Regimes gewidmet. Sie befindet sich im westlichen Teil des historischen Stadthauses in der Altstadt und zeigt seit einer grundlegenden Renovierung und ihrer Wiedereröffnung im Mai 2015 die Dauerausstellung „Düsseldorfer Kinder und Jugendliche im Nationalsozialismus“.

## Gedenkstätte im historischen Stadthaus

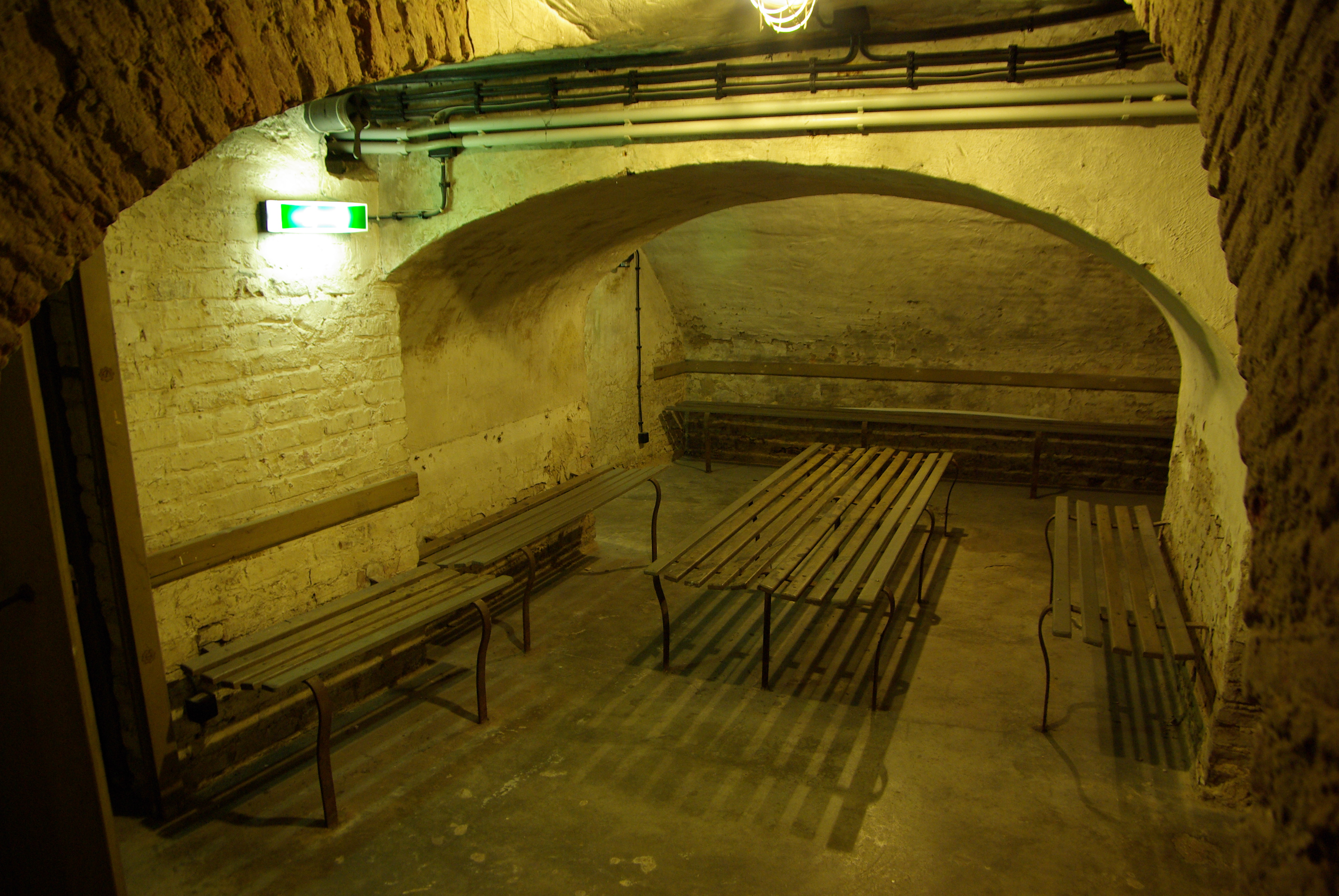
Raum des Luftschutzbunkers im Keller der Gedenkstätte (2007)

Die Gedenkstätte befindet sich im Westteil des alten Stadthauses. Die Räume dienten in der Zeit des Nationalsozialismus als Büros, Vernehmungsräume und Haftzellen der Polizei. 1926 bis Anfang 1934 hatte hier das Polizeipräsidium seinen Sitz, dem zwischen April 1933 und März 1934 auch die neu entstandene Staatspolizeileitstelle Düsseldorf (Gestapo) untergeordnet war. Später bezogen die Schutzstaffel (SS) und das Wehrbezirkskommando das Haus, ferner waren städtische Behörden untergebracht, die an der Verfolgung und Ausgrenzung von Juden, Sinti und Homosexuellen beteiligt waren oder für den „Arbeitseinsatz“ der rund 40.000 Zwangsarbeiter auf Düsseldorfer Stadtgebiet (Arbeitsamt) verantwortlich zeichneten. Im Krieg wurden die Kellerräume als öffentliche Luftschutzräume genutzt, die noch heute zu besichtigen sind.

## Entstehung
Bereits kurz nach dem Ende des Zweiten Weltkrieges wurde vorgeschlagen, eine Gedenkstätte für die Opfer des Nationalsozialismus in Düsseldorf zu errichten. Beschlossen wurde zunächst die Errichtung eines zentralen Mahnmals, das aber erst 1958 am Nordfriedhof durch den Künstler Jupp Rübsam realisiert werden konnte.
Infolge der Majdanek-Prozesse gegen ehemalige Angehörige der Kommandantur und der Wachmannschaften des KZ Majdanek, die 1975 bis 1981 vor dem Landgericht Düsseldorf stattfanden, wurden die Überlegungen, eine zentrale Gedenkstätte einzurichten, von Jugendverbänden, den Kirchengemeinden, der Jüdischen Gemeinde, dem 1982 gegründeten Landesverband Deutscher Sinti und Roma NRW und der Vereinigung der Verfolgten des Naziregimes (VVN) wieder aufgegriffen. Im Jahre 1986 stimmten schließlich alle im Rat vertretenen Parteien für die Einrichtung einer zentralen Gedenkstätte. Der Düsseldorfer Jugendring hatte besonders hierfür plädiert; alle Gruppen engagierten sich für die Einrichtung, die schließlich am 17. September 1987 als Kulturinstitut der Landeshauptstadt Düsseldorf eröffnet werden konnte. Die Gedenkstätte wurde von 1988 bis zum 31. Dezember 2010 von der Historikerin und Pädagogin Angela Genger geleitet, die zuvor Leiterin der Alten Synagoge Essen gewesen war; ihr Nachfolger wurde 2011 der Historiker Bastian Fleermann.

## Konzept und Aufgaben

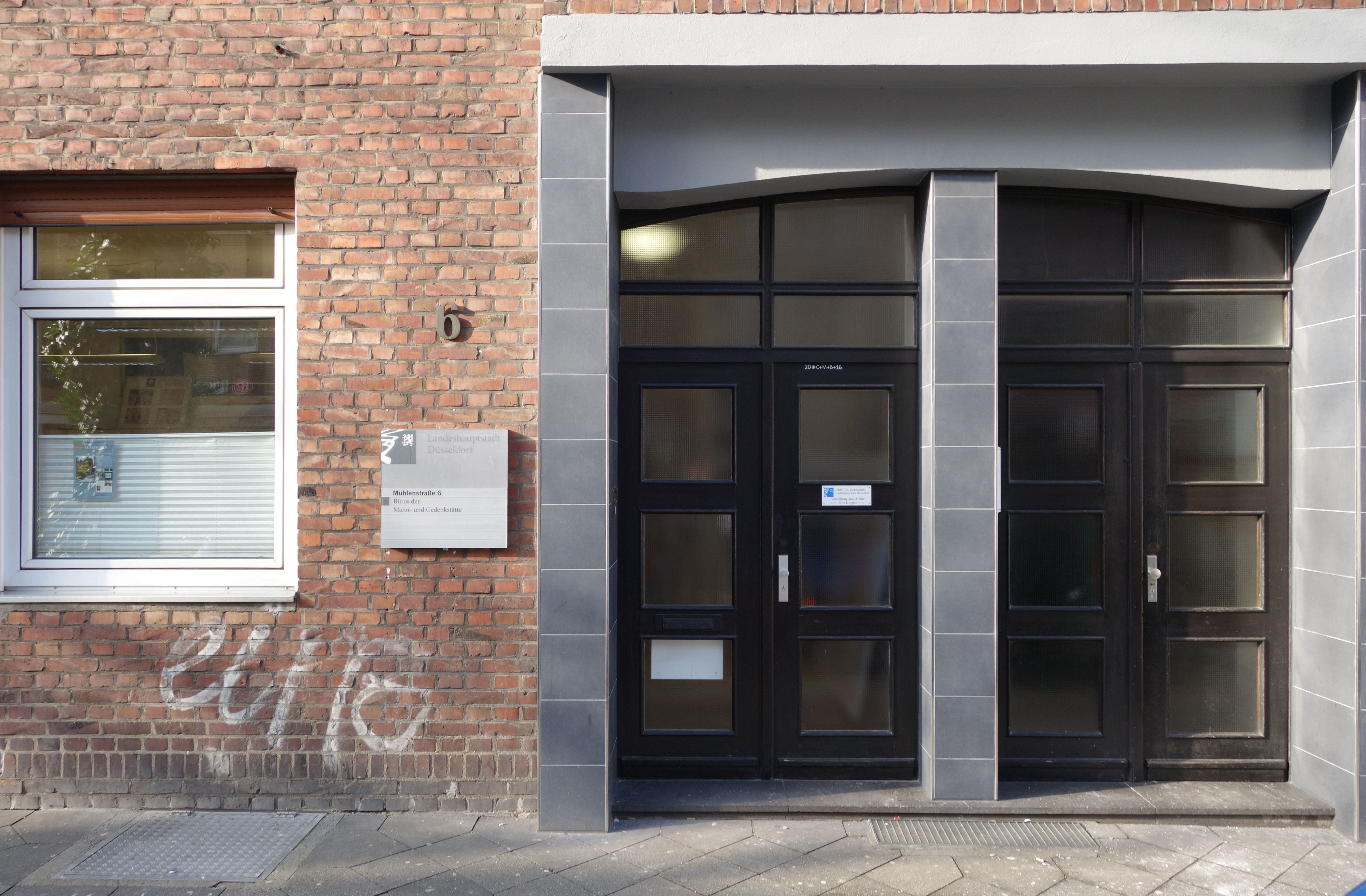
Büros und Archiv, Mühlenstraße 6 (2016)

Die Mahn- und Gedenkstätte widmet sich der Befragung von Zeitzeuginnen und Zeitzeugen und dokumentiert und analysiert die Zeit des Nationalsozialismus in Düsseldorf. Sie verfügt über umfangreiche Archiv- und Sammlungsbestände sowie über eine Präsenzbibliothek mit über 8000 Bänden zur Zeitgeschichte. Zu besichtigen war bis 2011 die in den Jahren 1986/87 erstellte Dauerausstellung Verfolgung und Widerstand in Düsseldorf 1933–1945. Die Ausstellung, die maßgeblich durch die Historiker Bernd-A. Rusinek und Kerstin Griese konzipiert wurde, informierte über die Situation der katholischen und evangelischen Kirche und deren Mitglieder, über die Zeugen Jehovas, über die politischen Parteien wie SPD und KPD sowie über die Anarchisten. Düsseldorfer Künstler unter dem Nationalsozialismus wurden vorgestellt, ebenso dargestellt wurden die Euthanasie, die Verfolgung der Sinti und Roma und deren Ermordung. Ein eigener Raum erinnerte zudem an die ausgegrenzten, vertriebenen und ermordeten Juden in Düsseldorf. Diese Dauerausstellung wurde 2011 abgebaut. Archiv- und Verwaltungsräume sind seit 2009 dauerhaft im nahe gelegenen Haus Mühlenstraße 6 angesiedelt.

## Umbau und Neukonzeption 2011 bis 2015
Zwischen 2011 und 2015 erfolgte eine räumliche Neukonzeption durch die Architekten Marie-Celine Schäfer und Karsten Weber. Eine neue Ausstellungshalle in Innenhof führt alle Bereiche der Gedenkstätte zu einer einheitlich zu nutzenden Fläche zusammen. Nach vierjähriger Umbauphase, Modernisierung und Erweiterung wurde das Haus am 14. Mai 2015 mit verdreifachter Gesamtfläche durch Oberbürgermeister Thomas Geisel wiedereröffnet. Seitdem ist auch die neue, biografisch-erfahrungsgeschichtlich ausgerichtete Dauerausstellung „Düsseldorfer Kinder und Jugendliche im Nationalsozialismus“ zu sehen. Anhand von Beispielen wird der Frage nachgegangen, wie sich junge Menschen während der Zeit des Nationalsozialismus verhalten haben, welche Alltagserfahrungen und Prägungen sie erfahren haben und was aus ihnen wurde. In einem neuen Anbau im ehemaligen Innenhof („Forum“) thematisiert eine kleinere Dauerausstellung die Nachgeschichte des Nationalsozialismus in Düsseldorf von 1945 bis heute. Im Hinterhaus befinden sich der „Julo-Levin-Raum“ für Veranstaltungen, Sonderausstellungen und die didaktische Arbeit sowie ein „Offenes Archiv“ und die Bibliothek. Der Luftschutzkeller ist weiterhin zu besichtigen. Die neu konzipierte Gedenkstätte ist barrierefrei, multimedial vernetzt und mit Hilfe eines Audioguides für englischsprachige Besucher erschließbar.

## Beatrice-Strauss-Zentrum
Seit April 2024 verfügt die Gedenkstätte über einen eigenen Veranstaltungsraum, der vor allem der Bildungsarbeit und den Abendveranstaltungen dient: das Beatrice-Strauss-Zentrum an der Marktstraße 2 (Innenhof), dem Rathaus Düsseldorf und dem Jan-Wellem-Reiterdenkmal unmittelbar benachbart. Der rund 160 Quadratmeter große Raum verfügt über eine Bühne und Veranstaltungstechnik. Das Zentrum ist dem Andenken an die Düsseldorfer Pädagogin und Wissenschaftlerin Dr. Beatrice Strauss gewidmet, die an der Jüdischen Volksschule an der Kasernenstraße unterrichtete und 1941 in das Ghetto Minsk deportiert wurde.

## Gedenk- und Lernort
Das Institut richtet im Auftrag der Stadt Gedenkveranstaltungen aus, beispielsweise zum 9. November oder an der Statue Ehra oder Kind mit Ball am alten Hafen in der Carlstadt (Mahnmal für die ermordeten Sinti und Roma). Die Gedenkstätte initiierte das Projekt Weg der Befreiung, das 2011 fertiggestellt werden konnte. Auch betreute es die Errichtung eines zentralen Mahnmals auf dem Gelände des ehemaligen Güterbahnhofs Derendorf, das seit April 2012 an die Deportation der rheinischen Juden zwischen 1941 und 1945 erinnert. Das Institut hat sich für die Einrichtung zahlreicher Düsseldorfer Gedenkorte für Opfer des Nationalsozialismus eingesetzt.
Es finden Veranstaltungen und Sonderausstellungen, Schulprojekte, Führungen und Stadtrundgänge statt. Eine umfangreiche Bildungs- und Vermittlungsarbeit wird angeboten, verschiedene Publikationen sind erhältlich. Zwischen 1991 und 2007 wurde das Periodikum Augenblick. Berichte, Informationen und Dokumente der Mahn- und Gedenkstätte mit unterschiedlichen Themenschwerpunkten herausgegeben (34 Ausgaben). Nach Angaben der Leitung kommen bis zu 30.000 Besucher jährlich in die Gedenkstätte, Stand 2017.
Die städtische Gedenkstätte ist im landesweiten Arbeitskreis der NS-Gedenkstätten und -Erinnerungsorte in NRW organisiert.

## Sonderausstellungen seit der Wiedereröffnung
- Palimpsest. Erinnerungsschichten. Fotografien von Gideon Sella (Juni–Oktober 2015)
- Helfen und Heilen. Jüdische Düsseldorfer Frauen 1933–1945 (November 2015-Januar 2016)
- Verlorene Kunst zurück. Das virtuelle Leopold Fleischhacker Museum (November 2015-Januar 2016)
- Im Gedenken der Kinder. Die Kinderärzte und die Verbrechen an Kindern in der NS-Zeit (Februar–Mai 2016)
- Neues Land. Fotografien von Hans Berben 1946–1951 (Mai–Dezember 2016)
- Fred Stein. Auf dem Weg. Dresden-Paris-New York (Januar -Mai 2017)
- Landschaft, die mich erfand... – Paul Celan, Rose Ausländer und die Bukowina als europäische Erinnerungsregion (Mai–Juli 2017)
- Ohne Obdach. Ohne Schutz. Soziale Außenseiter im nationalsozialistischen Düsseldorf (September 2017-Januar 2018)
- Menschen in Auschwitz. Häftlingsporträts von Josef R. Hein (Januar bis Juli 2018)
- Die Körper der SS. Ideologie, Propaganda und Verbrechen (September 2018 bis Januar 2019)
- weiblich – mutig – unvergessen. Düsseldorfer Frauen in der Geschichte (Februar bis März 2019)
- Goldsteins Traum. Von Düsseldorf ins Gelobte Land. Eine fotografische Annäherung (April bis Oktober 2019)
- Im Niemandsland. Die Abschiebung der polnischen Juden aus Düsseldorf 1938 (Oktober 2019 bis März 2020)
- Einige waren Nachbarn: Täterschaft, Mitläufertum und Widerstand (März bis Juni 2020)
- "Im Namen des Volkes"!? § 175 StGB im Wandel der Zeit (Juni bis August 2020)
- "Du Jude!" – Alltäglicher Antisemitismus in Deutschland (August bis Oktober 2020)
- Die Kommissare. Kriminalpolizei an Rhein und Ruhr 1920–1950 (November 2020 bis Dezember 2021)
- zwangs sterilisiert. Eingriffe in die Menschenwürde in Düsseldorf 1934–1945 (Februar bis August 2022)
- Molari im Heinefeld. Bilder und Erzählungen von Otto Pankok zu Düsseldorfer Sinti und Sintizze (Oktober 2022 bis Mai 2023)
- 1933 – ein Jahr verändert Düsseldorf (Juni bis September 2023)
- Brandgefährlich. Die Düsseldorfer Feuerwehr im Nationalsozialismus (Oktober 2023 bis Mai 2024)
- Das war hier. Düsseldorfer Gedenkzeichen im öffentlichen Raum. Fotografiert von Thomas Stelzmann (Juni bis Oktober 2024)
- Innovativ, erfolgreich, jüdisch. Düsseldorfer Visionäre: Freundlich, Schöndorff, Loewy. (November 2024 bis September 2025)
- Düsseldorf 1945: ÜberLeben in der Stadt (April 2025 bis September 2025)

## Förderverein
Der am 27. Januar 1998 gegründete Förderkreis der Gedenkstätte ist überparteilich und gemeinnützig. Er hat fast 500 Mitglieder (Stand: Dezember 2021).
- Vorstandsvorsitzende des Fördervereins:

Hermann Laupsien (1998–2004)
Susanne Reichstein (2004–2007)
Wolf Jenkner (2007–2012)
Rainer Pennekamp (2012–2018)
Pfarrerin Henrike Tetz (seit 2018)

## Themenaspekte und größere Forschungsprojekte
Eine Auswahl von Themenaspekten, mit denen sich die Mahn- und Gedenkstätte Düsseldorf auseinandersetzt:
- Juden in Düsseldorf – Geschichte und Gegenwart der Düsseldorfer Juden
- Stadthaus (Düsseldorf) – Hausgeschichte
- Aktion Rheinland und Weg der Befreiung – Widerstandsaktion zur Rettung Düsseldorfs im April 1945
- Staatspolizeileitstelle Düsseldorf – die Gestapo im Regierungsbezirk
- Bahnhof Düsseldorf-Derendorf – Ort der Deportationen 1941–1945

- Die Deportation ins Ghetto Litzmannstadt 1941 (2004–2012)

Ziel dieses Projekts war es, die erste Deportation aus dem Regierungsbezirk Düsseldorf am 27. Oktober 1941 in das Ghetto Litzmannstadt (Lodz) zu dokumentieren und die Lebenswege der Deportierten zu erforschen. Zahlreiche Archive und Forschungseinrichtungen im In- und Ausland wurden konsultiert. Ergebnisse: Eine umfassende Buchpublikation (2010), eine CD-ROM mit 1003 Biografien (2011) und ein Ausstellungskatalog (2012) wurden veröffentlicht; eine Wanderausstellung in Zusammenarbeit mit dem NS-Dokumentationszentrum Köln wurde 2011 erarbeitet.
- Ort des Gedenkens auf dem Gelände des ehemaligen Güterbahnhofs Derendorf (2004–2012)

Ziel des Projekts war es, verschiedene Gedenkkonzepte in Erinnerung an die Deportationen aus Düsseldorf 1941 bis 1945 zu bündeln und zu einem Ort des Gedenkens im öffentlichen Raum zu gestalten. Ergebnis: Der Ort des Gedenkens wurde am 22. April 2012 eingeweiht.
- Gedenkkonzept „Weg der Befreiung“ (2008–2011)

Das Projekt beabsichtigte dauerhaft im Stadtbild an die Befreiung Düsseldorfs vom Nationalsozialismus im April 1945 und an den Widerstand der Gruppe „Aktion Rheinland“ um Dr. August Wiedenhofen, Aloys Odenthal, Franz Jürgens und anderen zu erinnern. Ergebnisse: Eine längerfristige Zusammenarbeit mit dem Fachbereich Architektur der Hochschule Düsseldorf, Professor Tanja Kullack, erfolgte zwischen 2008 und 2009 und mündete in einer Ausstellung. Der historische Pfad „Weg der Befreiung“, der aus 6 Stelen besteht und bis nach Mettmann führt, wurde am 17. April 2011 eingeweiht.
- Museumskoffer „Jüdische Kindheit in Düsseldorf gestern und heute“ (2012)

Ziel war es, Kindern und Jugendlichen über vier beispielhafte Biografien vielfältige Aspekte des Lebens jüdischer Kinder in den 1930er bis 1950er Jahren in Düsseldorf anschaulich zu vermitteln. Mit Materialien und Objekten in einem historischen Reisekoffer werden die Kinder zur Beschäftigung damit und darüber hinaus angeleitet. Laufzeit: bis 2012. Ergebnisse: Auf Basis von vier Interviews, die im Archiv der Mahn- und Gedenkstätte vorhanden sind, entstanden Arbeitsmaterialien, die durch Fotos, Dokumente, Objekte und Literatur erweitert das Thema „Jüdische Kindheit“ erfahrbar machen. Einführende Texte für Lehrkräfte und Betreuer führen ins Thema ein und geben didaktisch-methodische Hinweise. Ein mobiles Outreach-Angebot der Gedenkstätte für Kinder und Jugendliche der schulischen und außerschulischen Jugendarbeit zwischen 9 und 14 Jahren. Eine Vorstellung des Koffers erfolgte 2012.
- Die Gestapo(leit)stelle Düsseldorf (2010–2012)

Ziel des Projekts war es, grundlegende Informationen zu einer der größten Leitstellen der Gestapo im Reichsgebiet zusammenzutragen und sie für ein breiteres Lesepublikum aufzubereiten. Hierbei wurde mit der Bezirksregierung Düsseldorf und dem Landesarchiv Nordrhein-Westfalen zusammengearbeitet. Eine Publikation wurde in Zusammenarbeit mit der Bezirksregierung Düsseldorf 2012 veröffentlicht.
- Die Geschichte der Kriminalpolizei Düsseldorf in Weimarer Republik und NS-Staat (2014–2018)

Erforscht wurde die Bedeutung der Kriminalpolizeileitstelle Düsseldorf, deren Einzugsbereich fast ganz Westfalen sowie das nördliche Rheinland umfasste, für die Verfolgung von „Asozialen“, „Berufsverbrechern“, Sinti und Roma unter den Aspekten einer „vorbeugenden Verbrechensbekämpfung“ und der polizeilichen Vorbeugungshaft in Konzentrationslagern. Der Untersuchungszeitraum umfasste die Jahre 1926 bis 1945.
- Museumskoffer „Antisemitismus? Nein, danke!“ (2015–2016)

Der Koffer wird an Schulen und Bildungseinrichtungen verliehen und dient dort im Rahmen schulischer oder außerschulischer Projektarbeit der Antisemitismus-/Rassismus-Prävention.
- Erinnerungszeichen KZ-Außenlager in Düsseldorf (2017)

Schülerinnen und Schüler Düsseldorfer Schulen entwickelten Erinnerungszeichen für die fünf Düsseldorfer KZ-Außenlager. In Düsseldorf bestanden zwischen Oktober 1942 und März 1945 mehrere Außenlager und Außenkommandos: Das Außenlager Stoffeln im Südpark, welches zum KZ Sachsenhausen gehörte (2. Oktober 1942 bis Februar 1943), das Bombenräumkommando Kalkum auf einem Gelände in der Nähe des Kalkumer Bahnhofs, südlich der Kalkumer Schlossallee (28. Mai 1943 bis März 1945), die Außenlager Berta I und Berta II des KZ Buchenwald, auch Rheinmetall-Borsig genannt, auf dem heutigen Gelände des Stadtquartiers Grafental an der Schlüterstraße und Rather Straße (1. November 1943 bis 9. März 1945) und das Außenkommando DESt (12. April 1944 bis 9. März 1945).
- Strafvollzug im nationalsozialistischen Düsseldorf (2018–2020)

Erforscht wurde das Straf- und Untersuchungsgefängnis an der Ulmenstraße im Stadtteil Derendorf ("Ulmer Höh'") während der NS-Zeit. Die Ergebnisse des Projekts wurden im Sommer 2021 in Buchform publiziert.
- Objektgeschichten aus Gedenkstätten in NRW (2020)

Die Landeszentrale für politische Bildung Nordrhein-Westfalen und der Arbeitskreis der NS-Gedenkstätten und -Erinnerungsorte in NRW publizierten im Herbst 2020 die Präsentation "Mehr als man kennt – näher als man denkt". Objektgeschichten aus Gedenkstätten in NRW, in verschiedenen Formaten: online, als ein gedrucktes Buch und als Einzelbilder unter google pictures, jeweils mit Bild und Text. Die Mahn- und Gedenkstätte zeigt z. B. hier einen Staffelstab, den Rudi Löwenstein (1921 Düsseldorf – 2004 Winnipeg) und sein Freund Werner Philipp ihr 1993 vermacht haben, zur Erinnerung an zwei im Holocaust ermordete Freunde aus ihrem Sportverein und an die beiden Überlebenden. Der Stab stammt aus der Dauerausstellung, er hatte Rudi auf dem Kindertransport nach England begleitet.

## Veröffentlichungen

### Kleine Schriftenreihe
Seit 2012 gibt der Förderkreis der Gedenkstätte eine Kleine Schriftenreihe der Mahn- und Gedenkstätte Düsseldorf heraus, zunächst im Droste-Verlag, seit 2024 bei C. W. Leske.:
- Bastian Fleermann, Hildegard Jakobs, Frank Sparing: Die Geheime Staatspolizei in Düsseldorf 1933–1945. Geschichte einer nationalsozialistischen Sonderbehörde im Westen Deutschlands. 2012, ISBN 978-3-7700-1486-6.
- Bastian Fleermann, Hildegard Jakobs: Herrschaft der Gewalt. Die nationalsozialistische Machtübernahme 1933 in Düsseldorf. 2013, ISBN 978-3-7700-1493-4.
- Barbara Suchy, Ulrich Knufinke: Synagogen in Düsseldorf von 1712 bis zur Gegenwart. 2013, ISBN 978-3-7700-1512-2.
- Bastian Fleermann, Peter Henkel, Frank Sparing: Das Düsseldorfer Stadthaus. Jesuitenkloster, Polizeipräsidium, Gedenkstätte und Hotel De Medici an der Mühlenstraße. 2014, ISBN 978-3-7700-1532-0.
- Bastian Fleermann, Hildegard Jakobs: Düsseldorfer Deportationen 1933–1945. 2015, ISBN 978-3-7700-6001-6.
- Peter Henkel: Die Düsseldorfer KZ-Außenlager: Der Einsatz von KZ-Häftlingen in Düsseldorf zwischen 1942 und 1945. 2016, ISBN 978-3-7700-6010-8.
- Bastian Fleermann: Die Düsseldorfer Rabbiner. Von 1706 bis zur Auflösung der Synagogengemeinde 1941, 2016.
- Hildegard Jakobs: Macht und Pracht. Die Düsseldorfer Königsallee im Nationalsozialismus, 2017.
- Bastian Fleermann, Hildegard Jakobs, Peter Henkel: "Im Namen des Volkes". Das Oberlandesgericht Düsseldorf und die Justiz im Nationalsozialismus, 2018.
- Bastian Fleermann, Hildegard Jakobs: Im Niemandsland. Die Abschiebung der polnischen Juden aus Düsseldorf 1938, 2019.
- Bastian Fleermann, Benedikt Mauer: Zwangssterilisiert. Eingriffe in die Menschenwürde in Düsseldorf 1934–1945, 2022.

### Monografien und Sammelbände
Seit 2024 erscheinen alle Publikationen der Gedenkstätte im Verlag C. W. Leske (Düsseldorf).
- Angela Genger: Verfolgung und Widerstand in Düsseldorf 1933–1945. 1990. Ausstellungskatalog
- Karola Fings, Frank Sparing: „z. Zt. Zigeunerlager“. Die Verfolgung der Düsseldorfer Sinti und Roma im Nationalsozialismus. 1992.
- Angela Genger, Kerstin Griese (Hrsg.): Aspekte jüdischen Lebens in Düsseldorf und am Niederrhein. Verlag Mahn- und Gedenkstätte, Düsseldorf 1997, ISBN 3-9805963-1-1.
- Frank Sparing: „Wegen Vergehen nach § 175 …“. Die Verfolgung der Düsseldorfer Homosexuellen während des Nationalsozialismus. 1997.
- Christoph Moß (Hrsg.): Verfolgung und Widerstand der „Ernsten Bibelforscher“ (Zeugen Jehovas) während der NS-Zeit in Düsseldorf. 2000.
- Frank Sparing, Marie-Luise Heuser (Hrsg.): Erbbiologische Selektion und „Euthanasie“ Psychiatrie in Düsseldorf während des Nationalsozialismus. Klartext, Essen 2001.
- Hildegard Jakobs: Zeitspuren in Düsseldorf 1930–1950. Ein Stadtführer. 2002.
- Hildegard Jakobs/Angela Genger: Düsseldorf Getto Litzmannstadt 1941, Essen Klartext 2010
- Bastian Fleermann, Angela Genger (Hrsg.): Novemberpogrom 1938 in Düsseldorf. Klartext, Essen 2008.
- Hildegard Jakobs/Angela Genger/Andrea Kramp: Stolpersteine in Düsseldorf, Droste, Düsseldorf 2012.
- Bastian Fleermann/Benedikt Mauer (Hrsg.): Kriegskinder, Droste, Düsseldorf 2015.
- Bastian Fleermann (Hrsg.): Die Kommissare. Kriminalpolizei in Düsseldorf und im rheinisch-westfälischen Industriegebiet 1920–1950. Droste, Düsseldorf 2018.
- Bastian Fleermann: Ulmer Höh. Das Gefängnis Düsseldorf-Derendorf im Nationalsozialismus, Droste Düsseldorf 2021.

- Bastian Fleermann: Ausgrenzung und Faszination. Sinti und Roma in Düsseldorf und im nördlichen Rheinland vom Spätmittelalter bis zum Ersten Weltkrieg, Düsseldorf 2024

### Ausstellungskataloge
- Hildegard Jakobs/Andrea Ditchen: Goldsteins Traum (2019)

- Bastian Fleermann/Hildegard Jakobs: Molari im Heinefeld (2022)

- Hildegard Jakobs/Benedikt Mauer/Anna Schlieck: Brandgefährlich (2023)

- Hildegard Jakobs: Innovativ. Erfolgreich. Jüdisch (2025)

### Reihe Selbstzeugnisse
- Eric Eckstein: Der letzte Zug. Eine Familiengeschichte, Düsseldorf 2004.
- Rudi Goguel: Es war ein langer Weg. Hg. Mahn- und Gedenkstätte, Düsseldorf 2007.
- Stephan Kutsay: Unbekannte Wege – Deutschland aus der Sicht eines ehemaligen Ostarbeiters, Düsseldorf 2007.
- Hanna Eggerath: Deine Kraft mußt Du behalten. Briefe eines jungen Paares zwischen Gefängnis und Konzentrationslager 1933. Eine Recherche, Düsseldorf 2010.